# Montricher-Albanne
Montricher-Albanne là một xã thuộc tỉnh Savoie trong vùng Rhône-Alpes ở đông nam nước Pháp. Xã này nằm ở khu vực có độ cao từ 600-2926 mét trên mực nước biển.